# Hygrochroa
Hygrochroa é um gênero de mariposa pertencente à família Bombycidae.

## Espécies
- Hygrochroa adrastria
- Hygrochroa albipunctata
- Hygrochroa amaryllis
- Hygrochroa anna
- Hygrochroa ardeola
- Hygrochroa banepa
- Hygrochroa batima
- Hygrochroa bombycina
- Hygrochroa brückneri
- Hygrochroa bunca
- Hygrochroa castanea
- Hygrochroa cerrita
- Hygrochroa cirna
- Hygrochroa concerpta
- Hygrochroa corema
- Hygrochroa costaricensis
- Hygrochroa damora
- Hygrochroa datanoides
- Hygrochroa diana
- Hygrochroa dianita
- Hygrochroa diffidens
- Hygrochroa doramia
- Hygrochroa ennomoides
- Hygrochroa erecta
- Hygrochroa erotina
- Hygrochroa erubescens
- Hygrochroa firmiana
- Hygrochroa floramia
- Hygrochroa floridana
- Hygrochroa florisa
- Hygrochroa fucosa
- Hygrochroa garleppi
- Hygrochroa gaveta
- Hygrochroa gladys
- Hygrochroa heptaloba
- Hygrochroa hierax
- Hygrochroa horina
- Hygrochroa ilia
- Hygrochroa imparata
- Hygrochroa infesta
- Hygrochroa inviolata
- Hygrochroa iriantha
- Hygrochroa jessica
- Hygrochroa kotzschi
- Hygrochroa lacetania
- Hygrochroa lapitha
- Hygrochroa lepida
- Hygrochroa lescamia
- Hygrochroa lilacina
- Hygrochroa martia
- Hygrochroa maudamia
- Hygrochroa mediana
- Hygrochroa mehida
- Hygrochroa merlona
- Hygrochroa milma
- Hygrochroa moresca
- Hygrochroa narda
- Hygrochroa nina
- Hygrochroa olaus
- Hygrochroa palma
- Hygrochroa pandara
- Hygrochroa pandarioides
- Hygrochroa paraguayana
- Hygrochroa paratima
- Hygrochroa parvula
- Hygrochroa paulista
- Hygrochroa pertuisa
- Hygrochroa pervicax
- Hygrochroa pithala
- Hygrochroa princeps
- Hygrochroa pudefacta
- Hygrochroa quadrata
- Hygrochroa sadisma
- Hygrochroa satellitia
- Hygrochroa schreiteri
- Hygrochroa sericea
- Hygrochroa signata
- Hygrochroa singularis
- Hygrochroa striata
- Hygrochroa sublunulata
- Hygrochroa taperinha
- Hygrochroa thinaha
- Hygrochroa torrefacta
- Hygrochroa tropea
- Hygrochroa tuisa
- Hygrochroa turrialba
- Hygrochroa uvada
- Hygrochroa velutina
- Hygrochroa verena
- Hygrochroa vistana
- Hygrochroa vitrea
- Hygrochroa xanthapex
- Hygrochroa zikani